# Pedro Calderón de la Barca
Pedro Calderón de la Barca [kalderón ~ bárka], španski dramatik, * 17. januar 1600, Madrid, † 25. maj, 1681, Madrid.

## Življenje
Don Calderón je največji pisec španske baročne dramatike. Rodil se je v plemiški družini v Madridu. Najprej je kot vojak sodeloval v bojih s katalonskimi uporniki, potem pa je postal leta 1651 redovnik in bil kraljev dvorni kaplan. Prenehal je pisati za širše občinstvo in ostal samo dvorni dramatik. Zapustil je opus okoli 120 dram s posvetno vsebino (comedias) in okoli 80 alegoričnih duhovnih dram (autos sacramentales). Calderónove drame nadaljujejo izročilo španske renesančne dramatike, zlasti Lopeja de Vega, vendar v skladu s časom protireformacije in razpadanja španskega fevdalizma poudarjajo pripadnost katolištvu, zvestobo monarhu, predvsem pa idejo časti kot najvažnejše socialno-etično načelo. Slog njegovih iger je retoričen, bogat metafor in slikovit.

## Dela
Okoli 120 komedij je mogoče razdeliti na verske (Čaščenje križa, Stanovitni kraljevič, Zdravnik svoje časti), filozofske (Življenje je sen) in tragične (Sodnik Zalamejski; gre verjetno za eno najboljših Calderónovih del). 
V svojem času pa je največ priznanja dosegel s svojimi misteriji (autos sacramentales), ki jih je skupno okoli 80; v njih obravnava svetopisemske zgodbe iz stare in nove zaveze, ki so se v njegovem času predvajale pod milim nebom: Baltazarjeva večerja, Gospodov vinograd, Veliki oder sveta. Največji pomen in slavo pa je dosegel s filozofsko komedijo Življenje je sen, psihološko alegorijo premagovanja strasti z razumom. 

## Dramski opus
- Dama škrat (La dama duende, 1629), prevod v slov. 1949
- Stanovitni princ (El principeconstante, 1629)
- Čaščenje križa (La devocion de la cruz, 1634)
- Življenje je sen (La vida es sueño, 1636), prevod v slov. 1969 in 1998
- Čudežni mag (El mágico prodigioso, 1637)
- Veliko gledališče sveta (El gran teatro del mundo, 1645)
- Sodnik Zalamejski (El alcade de Zalamea, 1651) prevod v slov. 1930
- Hči zraka (La hija del aire, 1653)

### Sodnik Zalamejski
Igra je nastala na motiv, ki ga je odrsko oblikoval že Lope de Vega. Po resničnem dogodku prikazuje spor med samovoljnim vojakom -plemičem in kmečkim veljakom. Ko mu plemič prizadene družinsko čast, ga kmet po stari šegi kot vaški sodnik obsodi na smrt in dá obesiti. Kralj stopi na kmetovo stran, čeprav je kršil monarhistične zakone. Igra ima v središču idejo časti kot osrednjo življenjsko vrednoto, ob tem prikazuje konflikt pravice in samovolje na splošno veljaven način. Baročna je v njej zmes strastno vznesene čustvenosti in drastične krutosti. Kot vse španske igre tistega obdobja je napisana v verzih.